# スタン・ブラッケージ
スタン・ブラッケージ（Stan Brakhage、1933年1月14日 - 2003年3月9日）は、アメリカ合衆国の映画監督である。『ドッグ・スター・マン』(Dog Star Man) などの実験映画作品を手がけたことで知られている。

## 経歴
1933年1月14日、ミズーリ州カンザス・シティに生まれる。孤児院で生を受けたのち、ブラッケージ家の養子となり、ジェームズ・スタンリーと名付けられた。コロラド州デンヴァーの高校で学び、ダートマウス大学を中退する。
約50年間のキャリアを通じて、およそ380本の映画を手がけた。その作品は、大半が8mmフィルムか16mmフィルムで撮影されており、上映時間が9分のものもあれば4時間に及ぶものもあった。1981年より、コロラド大学にて教鞭を執った。
2003年3月9日、ブリティッシュ・コロンビア州ビクトリアにて死去。70歳没。

## フィルモグラフィー
特記なき作品は監督のみ。

### 映画
- 夜への前ぶれ Anticipation of the Night （1958年）
- 窓のしずくと動く赤ん坊 Window Water Baby Moving （1959年）
- 思い出のシリウス Sirius Remembered （1959年）
- The Dead The Dead （1960年） - 監督・撮影・編集
- MOTHLIGHT Mothlight （1963年）
- ドッグ・スター・マン Dog Star Man （1961年 - 1964年）
- FIRE OF WATERS Fire of Waters （1965年）
- ウォールデン Diaries, Notes and Sketches （1969年） - 出演
- 自分自身の眼で見る行為 The Act of Seeing with One's Own Eyes （1971年）
- エレメンタリー・フレーズ Elementary Phrases （1994年）
- アーサン・エアリー Earthen Aerie （1995年）
- 美しき葬列 Beautiful Funerals （1995年）
- コンクレサンス Concrescence （1996年）
- コミングルド・コンテナーズ Commingled Containers （1997年）
- マイクロ・ガーデン Micro-Garden （2002年）

## 関連文献
- James, David E., ed (2005). Stan Brakhage: Filmmaker. Temple University Press. ISBN 978-1-59213-272-0